# هنري بيك هيرست
هنري بيك هيرست (بالإنجليزية: Henry Beck Hirst)‏ هو محامي وشاعر أمريكي، ولد في 1813، وتوفي في 1874.